# Corso Santa Anastasia
Corso Santa Anastasia un'importante strada situata nel centro storico di Verona, che ricalca in parte l'antico decumano massimo della città romana. Il corso ha inizio da piazza Erbe, celebre per i suoi mercati e monumenti storici, e si estende fino all'omonima piazza Santa Anastasia, dominata dalla basilica romanica che le dà il nome.

## Storia
Corso Santa Anastasia, oggi uno dei viali principali del centro storico, ricalca in parte l'antico decumano massimo della città romana. Questo asse viario, che partiva da porta Borsari e attraversava l'intero centro urbano passando per il Foro di Verona, giungeva fino al ponte Postumio, ormai scomparso.
Nel Trecento divenne parte di un'unica lunga strada denominata semplicemente "Corso", che comprendeva anche gli attuali corso Cavour e corso Porta Borsari. L'attuale denominazione "corso Santa Anastasia" risale invece all'unificazione del Veneto all'Italia, avvenuta nel 1866: in quel periodo, l'amministrazione comunale decise di rivedere parte della toponomastica cittadina. Nel corso del tempo, tuttavia, la strada ha subito altri due cambiamenti di nome: nel 1907 il Comune adottò la denominazione di "corso Felice Cavallotti", mentre il regime fascista la rinominò nuovamente come "corso Francesco Crispi". Solo alla fine della seconda guerra mondiale, il corso riassunse il suo nome originario di "corso Santa Anastasia".

## Descrizione
All'inizio del corso, sull'angolo con palazzo Maffei, campeggia un piccolo affresco votivo raffigurante la Madonna col Bambino; si tratta di un modesto dipinto della fine del Settecento, riscoperto durante alcuni lavori nel 1949 e da allora oggetto di devozione popolare. Di fronte, sul fianco destro della strada, si innalzano invece le case Mazzanti, originariamente affrescate con una gigantesca figura di Laocoonte. Una lapide ricorda che l’edificio fu dimora degli Scaligeri e che Alberto I, Signore di Verona tra il 1277 e il 1301, vi abitò.
Al civico 12 si apre il vasto cortile del palazzo del Podestà, attorno al quale si dispongono i diversi corpi di fabbrica costruiti in epoche differenti e successivamente rimaneggiati. Il corpo più significativo è la loggia trecentesca, fatta edificare da Cansignorio della Scala. Di fronte alla monumentale cancellata che chiude il cortile, al civico 29, sorge invece un elegante palazzo del primo Rinascimento, caratterizzato da una facciata in cotto con portali centinati e finestre in marmo rosso.
Secondo la tradizione archeologica veronese, all'incrocio tra la strada e i vicoli Cavalletto e Due Mori, in epoca romana, sorgeva un arco partizionale simile all'arco di Giove Ammone, situato all'incrocio tra corso Porta Borsari e le vie Quattro Spade e Sant'Eufemia. Di quest'ultimo tuttavia rimangono diverse testimonianze. Sull'angolo con vicolo Cavalletto adesso si trova un pregevole altare tardo-gotico dedicato alla Madonna; l'affresco interno, sebbene restaurato, risulta ormai illeggibile.
In fondo al corso, al civico 38, sorge palazzo Bevilacqua, tra le cui mura dimorò il figlio di Dante, Pietro Alighieri, che a Verona aveva fissato la propria residenza ed esercitò la professione di giudice.